# ʻotai

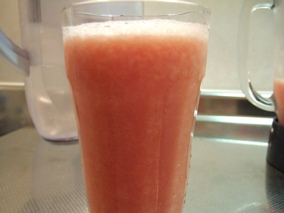
ʻotai

ʻotai ist ein Fruchtsaft-Mixgetränk aus der Inselrepublik Tonga. Es wird als Erfrischungsgetränk angeboten und besteht aus Wasser, Kokosmilch und einer wechselnden Mischung verschiedener Fruchtsäfte, vor allem Kokosnuss, Melone, Mango oder Ananas. Zur Süßung wird gelegentlich etwas Zucker zugegeben, im Normalfall ist das Otai allerdings durch die Früchte süß genug. Die häufigste Kombination enthält Wassermelonen und keinen Alkohol.
Als alkoholische Zutat hat sich Wein außerhalb Tongas etabliert, außerdem können Eiswürfel zugegeben werden. In dieser Form ist der Otai mittlerweile international bekannt.